# 哇滩古城遗址
哇滩古城遗址，位于中国青海省兴海县唐乃亥乡哇滩村，为青海省市县级文物保护单位，公布日期为1988年7月24日，类型为古遗址。
哇滩古城遗址的历史年代为卡约文化。